# ダルマシオ・ゴンザレス
- ダルマウ・ゴンザレス

ダルマシオ・ゴンザレス（Dalmacio González, 1945年5月12日 - ）は、スペインのテノール歌手。本名はダルマウ・ゴンザレス・アルビオル（Dalmau González Albiol）。
ガローチャのオロト出身。最初は地元の学校で歌を学んでいたが、家族でバルセロナに移住し、市内の合唱団に所属した。リセウ高等音楽院でプラ・ゴメス、ハウメ・フランシスコ・ピュイグとギルバート・プライスの各氏に声楽を師事。1972年にフランシスコ・ヴィニャス声楽コンクールに優勝してリセオ大劇場に出演を果たした。1974年のザルツブルクのモーツァルテウム・オペラ・コンクールで優勝。1979年にメトロポリタン歌劇場に招かれた。

## 註
1. ↑  “ダルマシオ・ゴンザレス - Dalmacio Gonzales (1945-)”. 2018年2月25日時点のオリジナルよりアーカイブ。2018年2月25日閲覧。
2. ↑  “Gonzalez, Dalmacio (1946-....)”. 2018年2月25日時点のオリジナルよりアーカイブ。2018年2月25日閲覧。
3. ↑  “Biography of Dalmacio González (1940-VVVV)”. 2018年2月25日時点のオリジナルよりアーカイブ。2017年2月25日閲覧。
4. ↑  ダルマシオ・ゴンザレス - Discogs（英語）
5. ↑  ダルマシオ・ゴンザレス - オールミュージック

| スタブアイコン | サブスタブ | この項目は、まだ閲覧者の調べものの参照としては役立たない、人物に関連した書きかけの項目です。この項目を加筆・訂正などしてくださる協力者を求めています（P:人物伝/PJ:人物伝）。 |